# موقف جفعاتي
موقف جفعاتي (في العبرية: חניון גבעתי) في مدينة داود هو جزء من الموقع الأثري لمدينة داود. سمي موقف السيارات بهذا الاسم بعد الهجوم المسلح وقع هناك في 15 أكتوبر 1986، ضد جنود من لواء جفعاتي الذين أتموا مراسم أداء اليمين في ساحة الحائط الغربي. تم استخدام المكان لسنوات كموقف سيارات لزوار حائط المبكى حتى أصبح موقع حفر. بدأت أعمال التنقيب في هذا الموقع في آذار 2007. وهي من أهم الحفريات الأثرية في منطقة مدينة داود في القدس. في السنوات 1925-1923، أجريت أعمال التنقيب لروبرت مكاليستر ودنكان شرق منطقة التنقيب. في السنوات 1967-1961 تم التنقيب في المنطقة بواسطة كاثلين كانيون التي تم التنقيب عنها في الطرف الشمالي الشرقي من المنطقة (المنطقة M)، من الجنوب تم التنقيب في المنطقة في عام 1927 بواسطة جون وينتر كرووبوت وفيتزجيرالد. بدأت أعمال التنقيب في المنطقة الحالية عام 2005 على يد عالم الآثار إيلي شكرون ، الذي نقل إدارة الحفريات إلى دورون بن عامي. يجري التنقيب حاليا من قبل البروفيسور يوفال جادوت من جامعة تل أبيب والدكتور يفتاح شاليف من سلطة الآثار الإسرائيلية.
المكتشفات:

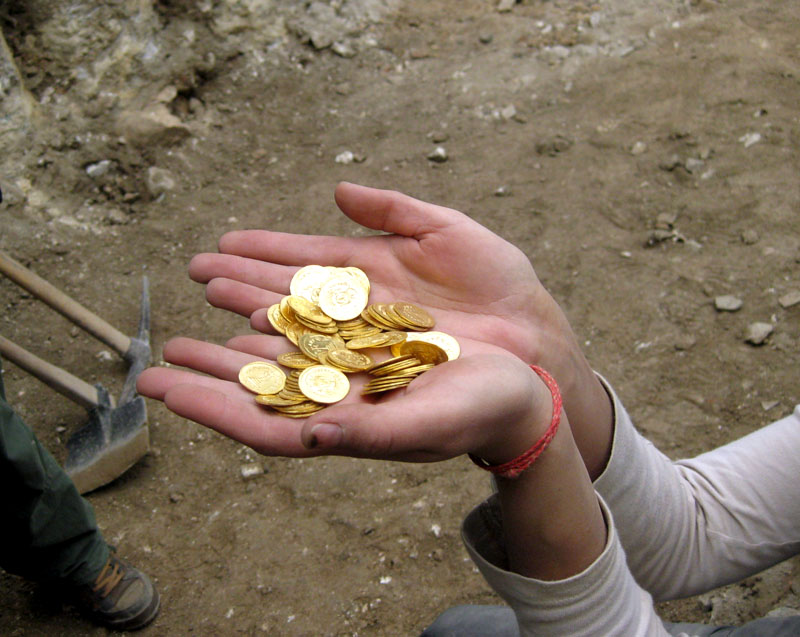
جزء من مخبأ يضم 264 قطعة نقدية ذهبية من زمن هرقل. اكتُشفت في مدينة داود بالقدس في كانون الأول 2008

تبلغ مساحة المنطقة المحفورة 3500 متر مربع، وهي قريبة من الحرم الشريف وتحتوي على طبقات أثرية غنية.

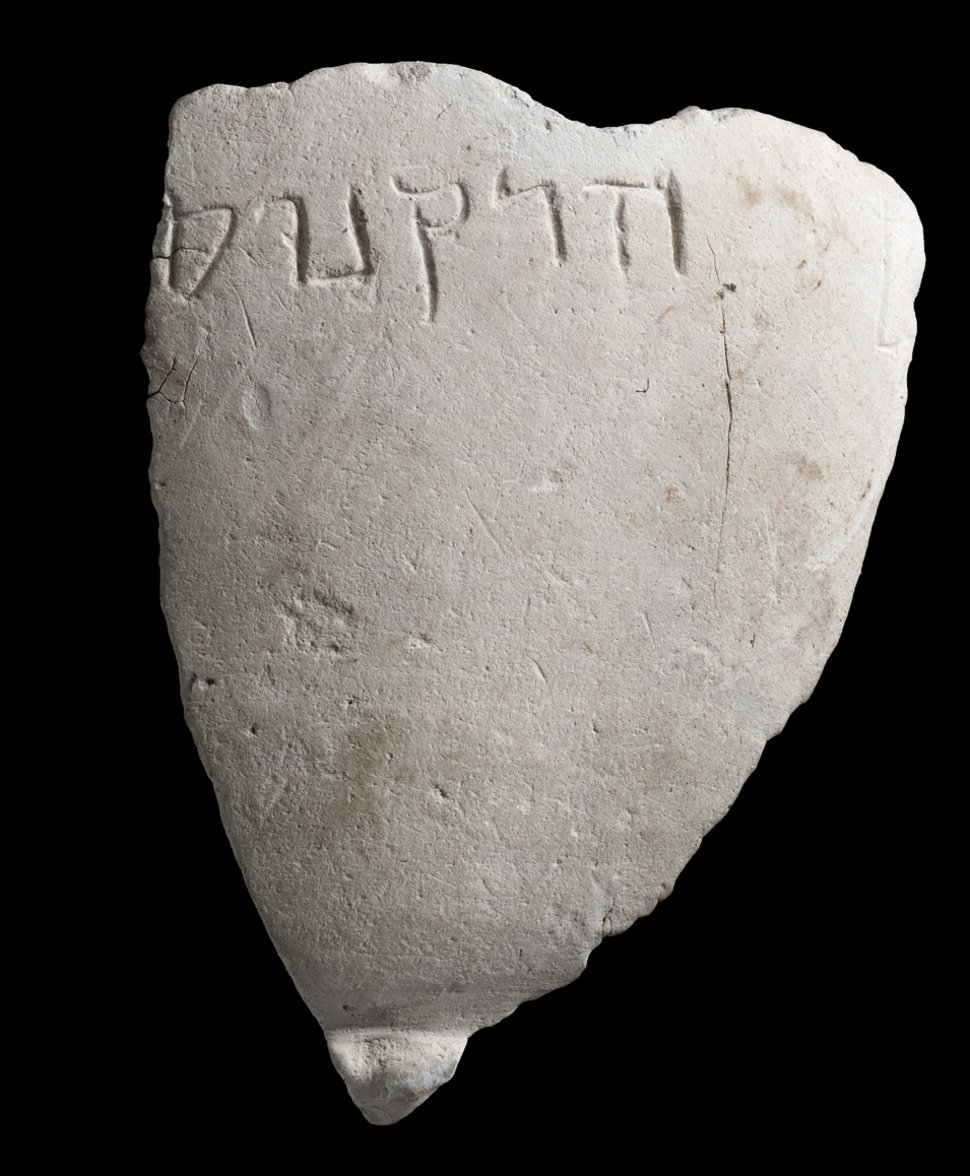
جزء من وعاء طباشيري من فترة الحشمونائيم مكتوب عليه "هيركانوس" تم اكتشافه في موقف جفعاتي في القدس ، عام 2015

الشمال - منزل رسمي للإدارة البيزنطية، من القرن السابع، حيث يوجد مخبأ للعملات الذهبية.
الجنوب - بقايا مبنى رائع، ربما يكون أحد قصور ملوك هدايف المذكورة في كتابات يوسف بن متتياهو وتم ترميمه على نموذج القدس في نهاية فترة الهيكل الثاني، وكذلك بقايا من أيام الأول. معبد.
غربا - في الطرف الغربي من منطقة الحفر - شارع بيزنطي عرضه ستة أمتار وعرضه 30 مترا.
الشرق الأوسط - بناية مع قصر من العصر الروماني - القرن الثالث، مع فناء وحديقة وينابيع مياه.
يتم الوصول إلى موقع الحفريات من الطريق المنحدر من بوابة المغاربة ، أمام مدخل مركز الزوار للحديقة الوطنية في مدينة داود.
النتائج حسب الفترات:
المكتشفات المهمة التي تم العثور عليها حتى الآن في الموقع هي من الفترة الرومانية ، من الفترة البيزنطية وحتى من العصر الحديدي - أيام الهيكل الأول.
أحدث المكتشفات التي عثر عليها في موقع التنقيب تعود إلى العصر الإسلامي المبكر. وفوقهم وحتى العصر الحديث لم يكن هناك بناء في المنطقة. أسفل هذه الاكتشافات تم العثور على مجموعة متنوعة من فترات القدس. من بين أشياء أخرى، جزء من إناء فخاري على شكل وجه بشري من الفترة الفارسية، قرط ذهبي من العصر الهلنستي، بقايا مبنى حدده الدكتور دورون بن عامي على أنه بقايا التنقيب، جزء من وعاء طباشيري المقوى واسمه «هيركانوس»، وحتى بصمات وأختام من فترة الكتاب المقدس. في عام 2019، تم نشر بصمة ختم تظهر عليها عبارة «دع نثنائيلك خادم الملك» في الكتابة العبرية القديمة. وفقًا للعلماء، تعود الاكتشافات الأثرية إلى نفس الفترة من الوصف التوراتي - النصف الثاني من القرن السابع قبل الميلاد.

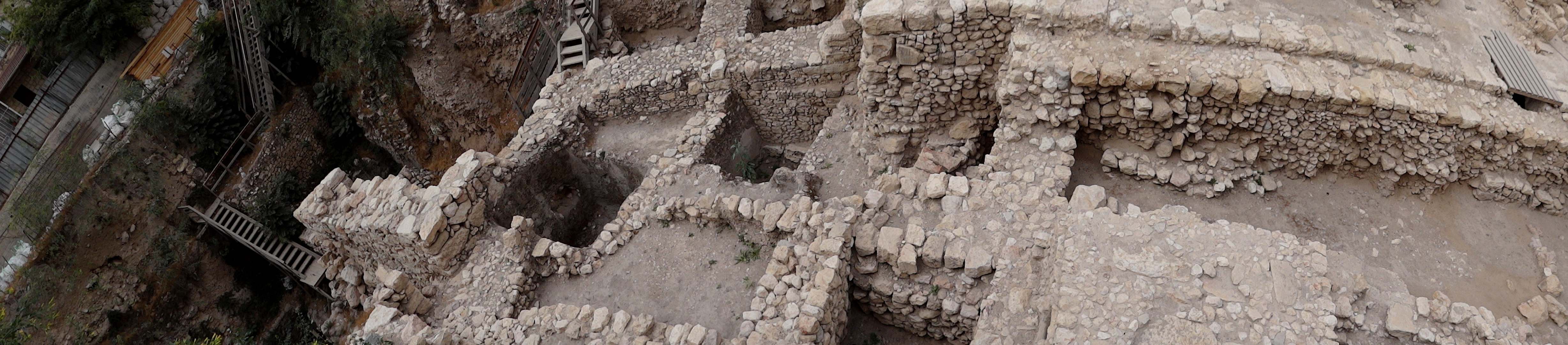
الجزء الغربي من الفيلا الكبيرة التي تم تدميرها عام 70. على يمين الفناء ، في وسط صهريج ، إلى اليسار مكفاه وجدران المبنى